# Micro Commandos
Micro Commandos (tạm dịch: Binh đoàn tí hon) là trò choi máy tính thuộc thể loại chiến thuật thời gian thực do hãng Monte Cristo phát triển và phát hành vào ngày 24 tháng 8 năm 2002.

## Cốt truyện
Một nhóm nhỏ gồm những người ngoài hành tinh lấy tên binh đoàn Micro Commandos rời khỏi hành tinh mẹ Monte Cristo tháng 3 năm 2003, vượt hành triệu năm ánh sáng tìm đến Địa Cầu với hy vọng tìm được nơi định cư mới và đoạt cho được vũ khí tối thượng, thứ có thể giúp họ thống trị hành tinh này.

## Cách chơi
Micro Commandos có tất cả ba chủng tộc tí hon gồm Scale, Nibbles và Galaxians. Cả ba đều quyết tâm xâm chiếm cho được vùng đất hứa này. Không thể không kể đến những sinh vật như chuột, gián, ong… đều là những kẻ thù nguy hiểm hơn bao giờ hết trong suốt quãng đường mở rộng căn cứ. Mỗi chủng tộc cũng được chia thành ba loại quân, nhất là nông dân - lực lượng nồng cốt có nhiệm vụ thu gom thức ăn và khai thác tài nguyên. Tương tự như các game chiến thuật tương lai khác, ở Micro Commandos, ngoài thức ăn, vật liệu xây dựng thì điện năng lại chính là tài nguyên quan trọng quyết định sựtồn tại và giữ cho cả căn cứ trong trạng thái hoạt động tốt nhất. Nguồn điện năng có thể lấy trong những thiết bị điện hết sức phổ biến như phích cắm, pin… Suốt chặng đường dài thu gom tài nguyên, ngoài việc xây dựng, các kỹ sư còn đảm nhận việc vận chuyển tài nguyên đến căn cứ, vận hành xe thức ăn, xe khách sạn mini… nhằm bảo vệ sức khoẻ cho nông dân.
Không như các game chiến thụat khác, người chơi phải mất thêm thời gian chăm chút cho chiến binh của mình bở chúng luôn háu đói, háu ngủ; mà nếu thiếu một trong hai,chúng liền lăn ra bất tỉnh. Đối phó với kẻ thù, trường học đảm nhận nhiệm vụ huấn luyện 2 chiều: nông dân, kỹ sư thành chiến binh, và ngược lại. Riêng về phần bản đồ, game chia làm 2 khu vực: bản đồ lớn và bản đồ căn cứ. Bản đồ lớn thể hiện khu vực mà đội quân tí hon phải khám phá, còn bản đồ căn cứ thì nhỏ hơn (giống hệt như trò Fate Of Dragon). Do đó người chơi sẽ bị hạn chế không gian xây dựng căn cứ, lúc nào cũng xây dựng quanh quẩn trong khu vực giới hạn mà game cho phép.

## Đồ họa
Đồ họa trong Micro Commandos rất tươi sáng với màu sắc rực rỡ và được thiết kế trên hơn 12 bối cảnh khác nhau (quán bar, tàu điện ngầm, viện bảo tàng…). Nhân vật tí hon được thể hiện rất ngộ nghĩnh trong không gian 3D đầy sinh động. Người chơi có thể ngắm nhin theo mọi góc độ, kể cả kiểu góc nhìn người thức nhất.